# Plan B (30 Rock)
"Plan B" é o 18.° episódio da quinta temporada da série de televisão de comédia de situação norte-americana 30 Rock, e o 98.° da série em geral. Foi realizado por Jeff Richmond, que também assumia a função de produtor executivo e diretor musical, e teve o seu enredo escrito pela dupla Josh Siegal e Dylan Morgan. A sua transmissão original nos Estados Unidos ocorreu através da rede de televisão National Broadcasting Company (NBC) na noite de 24 de Março de 2011. Diversos atores fizeram uma participação especial no episódio, incluindo Ken Howard, Will Arnett, Josh Fadem, Sue Galloway e Hannibal Buress. O argumentista e realizador Aaron Sorkin também fez uma participação a desempenhar uma versão fictícia de si mesmo.
No episódio, o TGS with Tracy Jordan enfrenta um hiato forçado devido à ausência de Tracy Jordan (interpretado por Tracy Morgan), o astro do programa que embarcou em uma viagem repentina à África, o que leva a equipa a procurar planos alternativos. Liz Lemon (Tina Fey), lutando para encontrar o seu próprio plano, enfrenta a dura realidade de que argumentistas estão a tornar-se obsoletos na indústria, chegando até a se deparar com um argumentista de renome em uma audição. Entretanto, Jack Donaghy (Alec Baldwin) recruta Devon Banks (Arnett), o seu rival de longo tempo, para ajudar a salvar a rede de televisão homossexual TWINKS, uma criação de Jack que estava a falir. No entanto, a devoção de Devon à sua família em detrimento da ambição profissional leva Jack a aperceber-se da importância das conexões pessoais. O episódio termina com o regresso de Tracy para salvar o destino do TGS, restaurando a confiança de Liz e a perspetiva de Jack sobre as suas prioridades.
Em geral, os críticos especialistas em televisão do horário nobre atribuíram uma diversidade de elogios ao argumento afiado de "Plan B" e sátira forte, expressando que a simplicidade do enredo permitiu mais piadas e momentos emocionais. O episódio foi celebrado pelo seu humor, comentários inteligentes e ritmo refrescante, tornando-o um episódio forte e agradável da temporada. A participação especial de Sorkin foi enaltecida e descrita como "memorável," enquanto o regresso de Banks foi visto como uma adição de profundidade e humor. Arnett recebeu uma nomeação a um Prémio Emmy pela sua participação. De acordo com os dados publicados pelo sistema de mediação de audiências Nielsen Ratings, "Plan B" foi assistido por uma média de 4 milhões e 359 mil agregados familiares durante a sua transmissão original norte-americana, e foi-lhe atribuída a classificação de 1,9 e cinco de share entre os telespectadores pertencentes ao perfil demográfico dos 18 aos 49 anos de idade. O episódio destacou-se especialmente entre os jovens adultos de 18-34 anos e homens desta faixa etária.

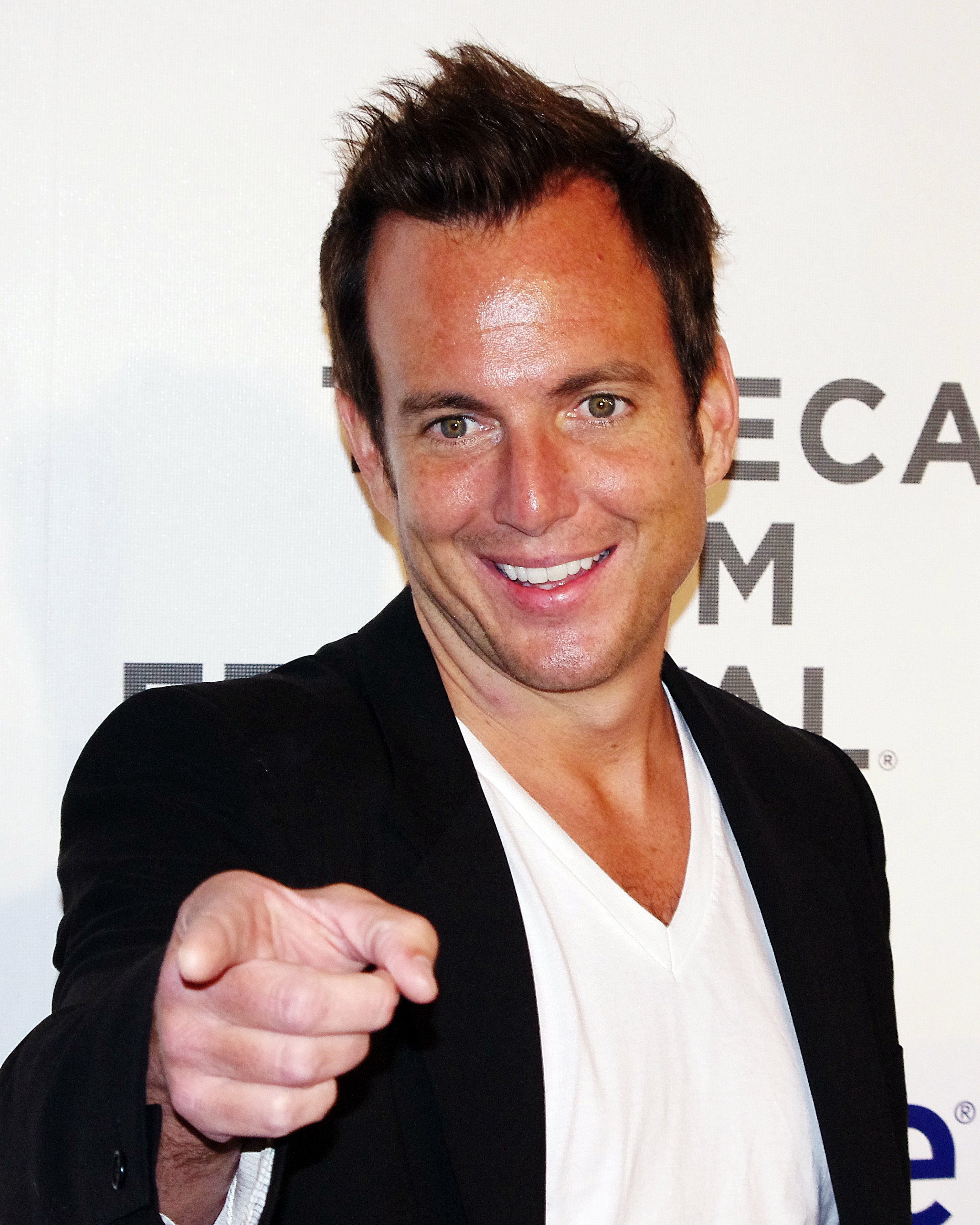
O desempenho de Will Arnett foi amplamente elogiado pelos críticos de televisão e nomeado a um Prémio Emmy.

## Produção e desenvolvimento

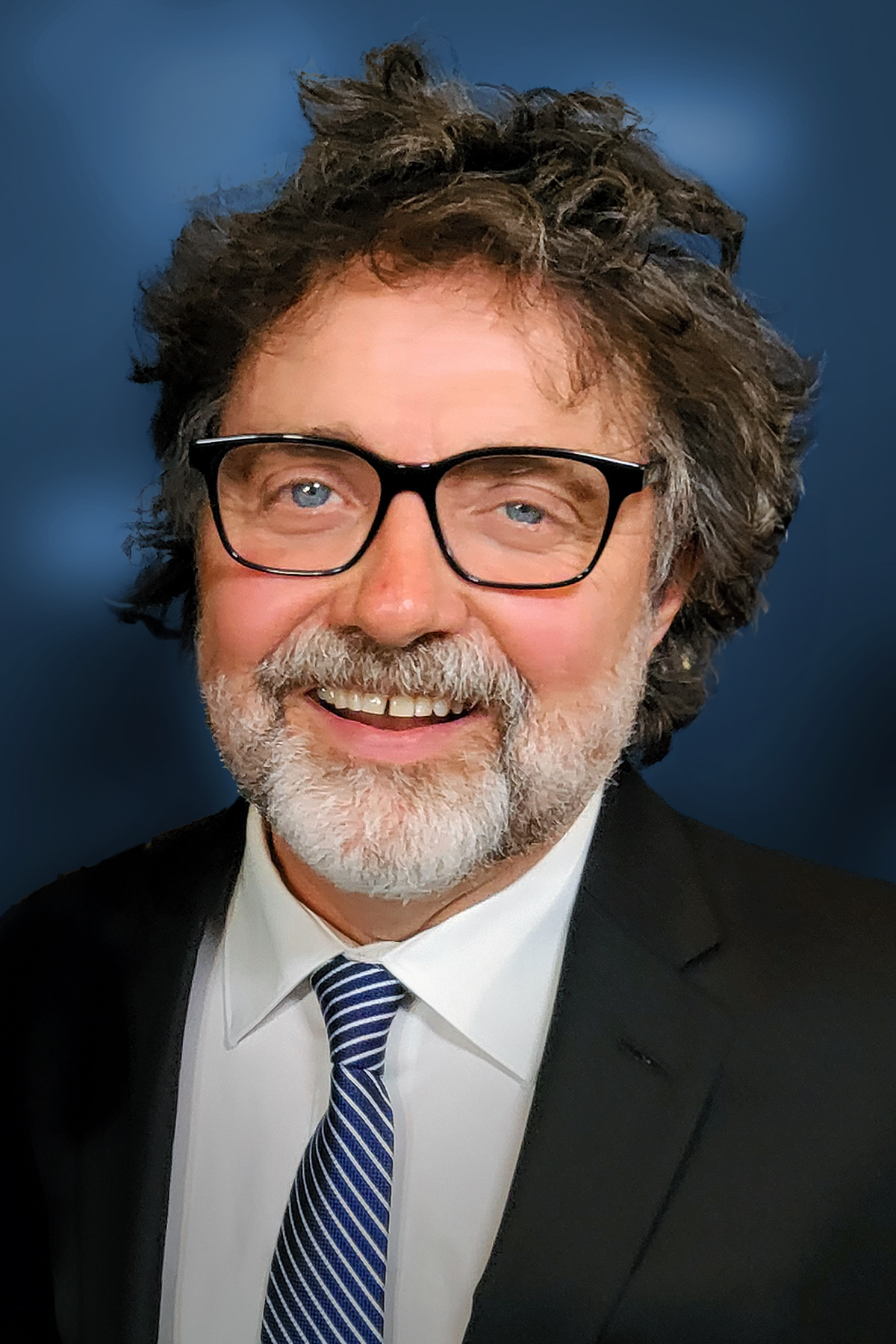
"Plan B" foi realizado por Jeff Richmond.

"Plan B" é o 18.° episódio da quinta temporada de 30 Rock. A realização do episódio ficou sob a responsabilidade de Jeff Richmond, também responsável pela direção musical e co-produção executiva do seriado. Esta foi a sua segunda vez como realizador no seriado, mas já fez diversas participações especiais anteriormente como Alfonso Disparioso, instrumentista e compositor musical para o TGS with Tracy Jordan. Richmond é ainda o esposo de Tina Fey, criadora, produtora executiva, argumentista-chefe e estrela principal de 30 Rock. O enredo de "Plan B", por sua vez, foi redigido pela dupla Josh Siegal e Dylan Morgan na sua quarta vez a receber crédito pelo guião de um episódio de 30 Rock. Siegal e Morgan eram ainda responsáveis ainda pela co-produção da temporada. As filmagens para este episódio aconteceram a 8 de Fevereiro de 2011 nos Estúdios Silvercup em Manhattan, Cidade de Nova Iorque.
"Plan B" marcou a quarta participação do comediante Hannibal Buress em 30 Rock, no papel de um sem-abrigo que frequentemente proporciona um alívio cómico através das suas observações aleatórias e fora do comum. Este papel viria a se tornar recorrente, estendendo-se por mais quatro episódios até à sexta temporada. Buress, de princípio, juntou-se à equipa de argumentistas na quinta temporada, embora não tenha sido creditado como argumentista principal de episódios específicos, mas acabou por deixar o cargo após um breve período, em parte porque sentiu que não estava a contribuir tanto quanto queria. O envolvimento de Buress em 30 Rock foi um pequeno passo no início da sua carreira que precedeu a sua ascensão no mundo da comédia, onde mais tarde se tornou amplamente reconhecido pelo seu trabalho de comédia stand-up.
Na altura das filmagens de "Plan B", tanto Tina Fey — criadora, produtora executiva, argumentista-chefe e atriz principal de 30 Rock — como Jane Krakowski estavam grávidas, embora a gravidez de Fey ainda fosse um segredo. Mais tarde, Fey viria a descrever o quanto estava exausta durante a produção do episódio. Entretanto, Tracy Morgan, que tinha sido submetido a um transplante de rim e perdido parte do pé, estava a ser lentamente reintegrado no seriado. Ele esteve ausente da gravação de três episódios da temporada: "It's Never Too Late for Now" e "TGS Hates Women" e "Queen of Jordan". A ausência da sua personagem no seriado foi refletida no enredo de "Plan B", no qual o TGS é colocado num hiato forçado até ao regresso de Tracy. Isto desenrola-se na sátira principal de "Plan B", que se centra na diminuição do papel dos argumentistas na indústria televisiva. O ator Josh Fadem, que já havia participado de "The Problem Solvers", retornou a 30 Rock em "Plan B" para desempenhar Simon Barrons, o agente publicitário de Liz cujos outros clientes são cães. Segundo Fey, ela sabia que queria que Fadem retornasse ao seriado "a partir do momento em que o trouxemos... ele muito bom a ser esquisito. Mesmo o cabelo dele é grande demais para a sua cabeça." Fadem, por sua vez, agradeceu bastante a oportunidade de aparecer de novo em 30 Rock por dar credibilidade ao seu currículo. "Abandonei a Liz como cliente e depois disse: 'Isto é o que digo aos meus cães' e comecei a fazer uma coisa tipo Cesar Millan [Dog Whisperer]. Não havia guião para aquele som, e lembro-me de ir fazendo versões diferentes e de Tina ir acompanhando."

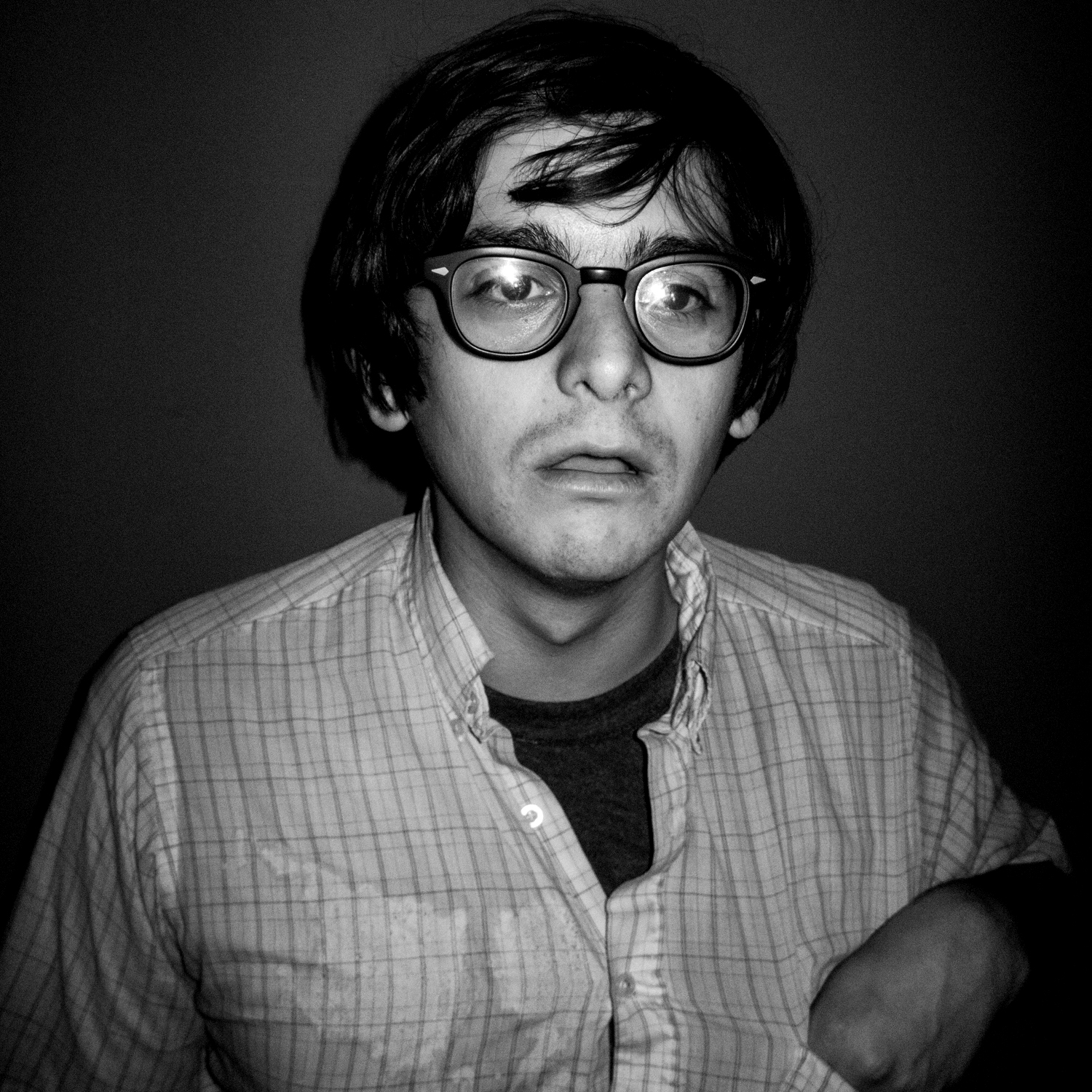
"Plan B" marcou a segunda participação de Josh Fadem em 30 Rock.

No episódio, Simon agenda uma audição para Liz para um trabalho de argumentista no reality show The Sing-Off, onde ela conhece inesperadamente o argumentista Aaron Sorkin. De acordo com Richmond, Sorkin levou a sua participação a sério, tendo chegado logo após ter ganho um Prémio da Academia Britânica de Artes Cinematográficas e Televisivas (BAFTA) por The Social Network e ensaiado diligentemente para conseguir fazer o seu trabalho de forma correta. Fey conheceu Sorkin quando estava a estudar teatro na Universidade da Virgínia. Em 2006, dois programas respetivamente criados por Fey e Sorkin, 30 Rock e Studio 60 on the Sunset Strip, eram séries sobre a criação de um programa de comédia transmitido ao vivo em uma rede de televisão grande. Apesar das suas semelhanças no enredo, os críticos de televisão constaram que os dois seriados tinham abordagens diferentes, com o primeiro sendo considerado uma sitcom mais absurda, enquanto o segundo observado como uma dramédia intensa focada em questões sociais. A NBC decidiu apostar em ambas séries, adicionando-as à sua programação na temporada televisiva norte-americana de 2006-07. No entanto, Studio 60 on the Sunset Strip recebeu críticas mistas e audiências favoráveis, enquanto 30 Rock melhorou gradualmente e recebeu diversas nomeações em cerimónias de entrega de prémios. Todavia, ao final da sua primeira temporada, a NBC cancelou Studio 60 on the Sunset Strip, permitindo que 30 Rock continuasse no ar. O ambiente entre os dois criadores aparentou ter permanecido amigável após isto, com Sorkin chegando a fazer esta participar em 30 Rock, no qual fez uma piada relacionada com o fracasso de Studio 60 on the Sunset Strip.

Outro fio condutor da trama segue Jack enquanto tenta salvar uma rede de televisão por cabo homossexual em falência chamada TWINKS, uma trama inspirada pelo crescimento da Logo TV. O próprio nome é uma piada, sublinhando a ignorância de Jack em relação à cultura LGBT. Fey defendeu a abordagem do seriado à comédia ousada nos comentários do DVD de "Plan B", argumentando que o que conta "e a intenção por detrás da piada, e também o facto de ser transformada numa piada real, que a torna aceitável." Para salvar a rede, Jack recruta o seu antigo rival Devon Banks, interpretado por Will Arnett. Esta foi a sétima participação de Arnett em 30 Rock. Uma imagem de arquivo de Barack Obama enquanto Presidente dos Estados Unidos foi adicionada ao episódio, e a imagem de Devon a fazer troça dele e mais três pessoas inclusa. No final do episódio, Liz apercebe-se que Tracy não está realmente em África quando Kenneth diz que a pizzaria preferida de Tracy, a Federici's Pizza, não faz entregas internacionais. O Federici's Family Restaurant é um estabelecimento verdadeiro localizado na Nova Jérsia. O episódio inclui também referências a experiências da vida real, como o facto de Fey ter descoberto excrementos de rato nos seus chinelos nos Estúdios Silvercup, o que se tornou uma frase para Liz no episódio, quando ela compara isso a Jack contratar Devon. A argumentista Daisy Gardner acrescentou que os ratos do estúdio eram uma piada entre o pessoal, assinalando as filmagens noturnas sempre que aparecessem.
Judah Friedlander, intérprete do argumentista Frank Rossitano em 30 Rock, é conhecido pela sua coleção de chapéus de camionista adornados com vários slogans, frases e palavras. Esta caraterística não é apenas um adereço aleatório, mas sim uma parte integrante da personalidade de Frank e do humor da série. Segundo Friedlander, ele desenha e cria estes chapéus pessoalmente, tendo originado chapéus suficientes para usar um diferente em cada cena de 30 Rock, o que se traduz em cerca de três chapéus por episódio. O conteúdo dos chapéus de Frank reflete frequentemente a sua personalidade sarcástica, interesses peculiares ou referências à cultura popular. Alguns exemplos notáveis incluem erros ortográficos, frases nostálgicas e afirmações bizarras que dão uma ideia do carácter de Frank antes mesmo de ele falar. Ocasionalmente, os chapéus são incorporados no enredo, acrescentando uma camada extra de comédia. A personalidade de Friedlander na vida real também envolve o uso de chapéus semelhantes durante as suas atuações de comédia stand-up. Muitas vezes, ostenta nesses chapéus títulos ou capacidades ultrajantes, como "Campeão do Mundo" em diversas línguas, o que contrasta humoristicamente com o seu comportamento descontraído. Em "Plan B", Frank usa bonés que leem "Food Coma" e "Tandem Alert."

## Enredo
Jack Donaghy (Alec Baldwin) informa a Liz Lemon (Tina Fey) que, devido à ausência de Tracy Jordan (Tracy Morgan) do TGS, a NBC decidiu colocar o programa em um hiato forçado até ao retorno dele. Confiante de que este seria apenas um hiato temporário, ela revela esta informação à sua equipa, que imediatamente entrou em pânico por pensar que um hiato forçado é um eufemismo para um cancelamento. Assim, o elenco e a equipa do TGS puseram em ação os seus planos de reserva. O argumentista [[Lista de personagens de 30 Rock#Frank Rossitano (Judah Friedlander) dará continuidade à sua carreira de comediante stand-up, o produtor Pete Hornberger (Scott Adsit) irá voltar a dar aulas como um professor substituto, a estrela Jenna Maroney (Jane Krakowski) venderá os seus bonecos Bebés Jenna na loja QVC, a argumentista Sue LaRoche-Van der Hout voltará ao seu programa de televisão de vidência policial, o argumentista James "Toofer" Spurlock (Keith Powell) pegará no seu diploma de Harvard para fazer uma série de coisas, enquanto o estagiário Kenneth Parcell (Jack McBrayer) irá idealizar maneiras de salvar o TGS de um cancelamento. Neste momento, Liz se apercebe que não tinha um plano B. Então, num esforço para resolver a sua vida, ela se encontra com o seu agente Simon Barrons (Josh Fadem), que consegue arranjar-lhe uma audição para o The Sing-Off com Nick Lachey. Na sala de espera da audição, Lemon encontra-se com Aaron Sorkin, que também estava lá para se encontrar com Lachey. Sorkin explica a Liz que a arte de escrever está em declínio e que os argumentistas estão a ser forçados a se contentar com pouco. Ela procura outros trabalhos como argumentistas mas rapidamente se apercebge que a sua profissão se estava a tornar obsoleta no panorama televisivo atual, à medida que a indústria era ultrapassada por reality shows e programas de talentos. As tentativas de Liz para salvar o TGS têm uma ligeira possibilidade de sucesso quando Kenneth a informa de que, durante as suas conversas de vídeo com Tracy, ele às vezes pede pizza no mesmo restaurante que ela. Liz apercebe-se imediatamente que Tracy nunca saiu da Cidade de Nova Iorque e decide averiguar o seu verdadeiro paradeiro.
Entretanto, por sua vez, Jack estava a trabalhar na sua mais recente aquisição, a rede de televisão homossexual TWINKS. Porém, esta rede se revelou um desastre de audiências e estava a falir a Kabletown, e o seu diretor executivo Hank Hooper (Ken Howard) não estava feliz com isso. Num esforço para tornar a nova rede mais bem sucedida, Jack decide contratar o seu arqui-inimigo Devon Banks (Will Arnett) para o ajudar a dar a volta à situação. Devon, que deixou a sua vida empresarial para se tornar um pai de família em Brooklyn, inicialmente rejeita a oferta de Jack, mas acaba por ser convencido pelas suas tácticas de persuasão. Eles agendam uma reunião com Hank para o dia seguinte, à qual Banks chega atrasado e com o seu bebé no colo. Isto faz com que o plano de Jack saia pela culatra, pois Hank fica encantado com a imagem de homem de família de Devon e lhe oferecesse um emprego melhor como o rosto da empresa na Europa. Todavia, numa reviravolta, Devon tem uma epifania e acaba por escolher a família em vez da ambição profissional, levando Jack a perceber que a vida é mais do que o sucesso empresarial. Este desenvolvimento faz com que Jack reconsidere as suas próprias prioridades, apercebendo-se de que não tem passado tempo suficiente com a sua filha bebé.

## Referências culturais

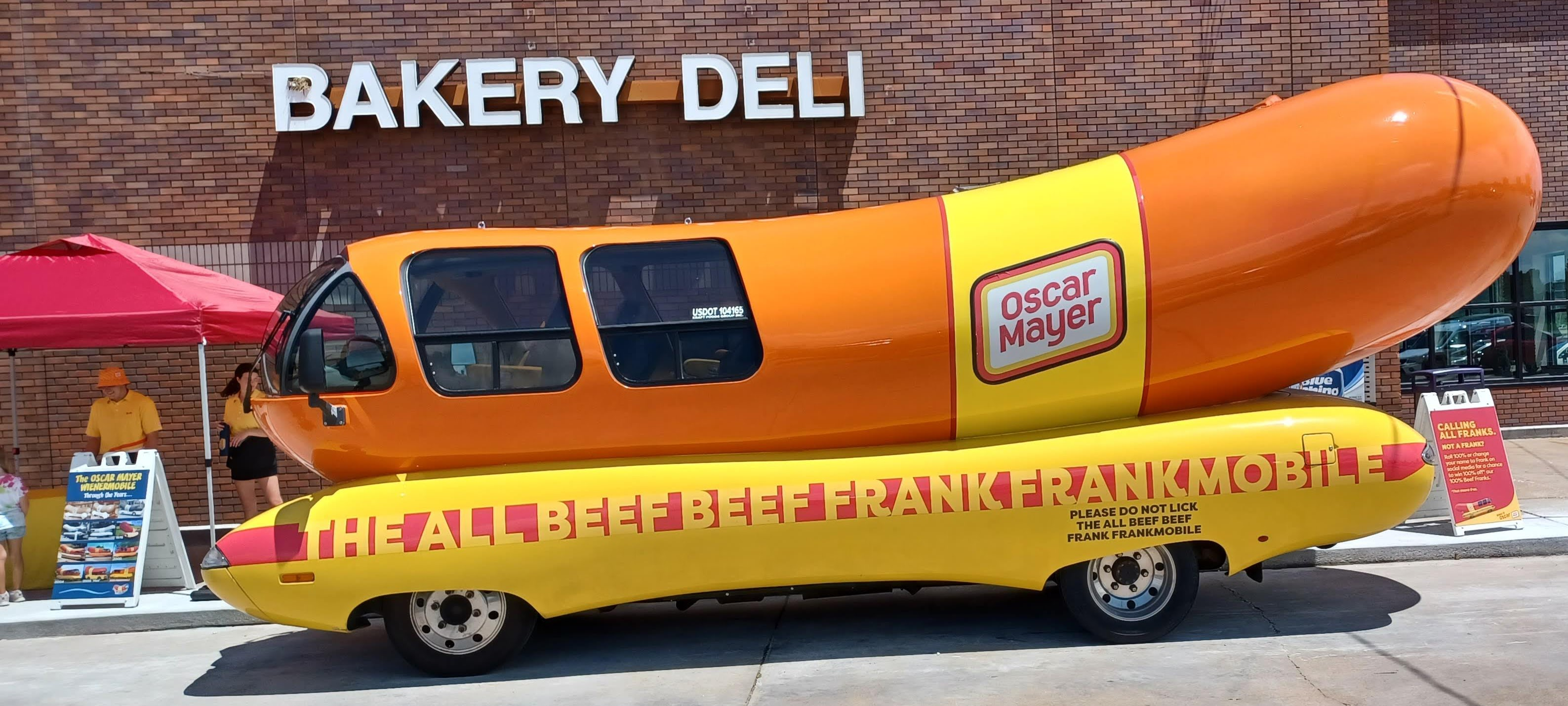
O Wienermobile do Oscar Meyer foi mencionado em "Plan B".